# Barythaerus cuneatus
Barythaerus cuneatus is een tweekleppigensoort uit de familie van de Thraciidae. De wetenschappelijke naam van de soort is voor het eerst geldig gepubliceerd in 1937 door Powell.